# Дом Афремова
Дом Афремова — доходный дом в Москве, построенный в 1904—1905 годах архитектором О. О. Шишковским для Ф. И. Афремова — один из первых московских «небоскрёбов» начала XX века. Расположен по адресу Садовая-Спасская улица, дом 19, строение 1.

## Общая информация

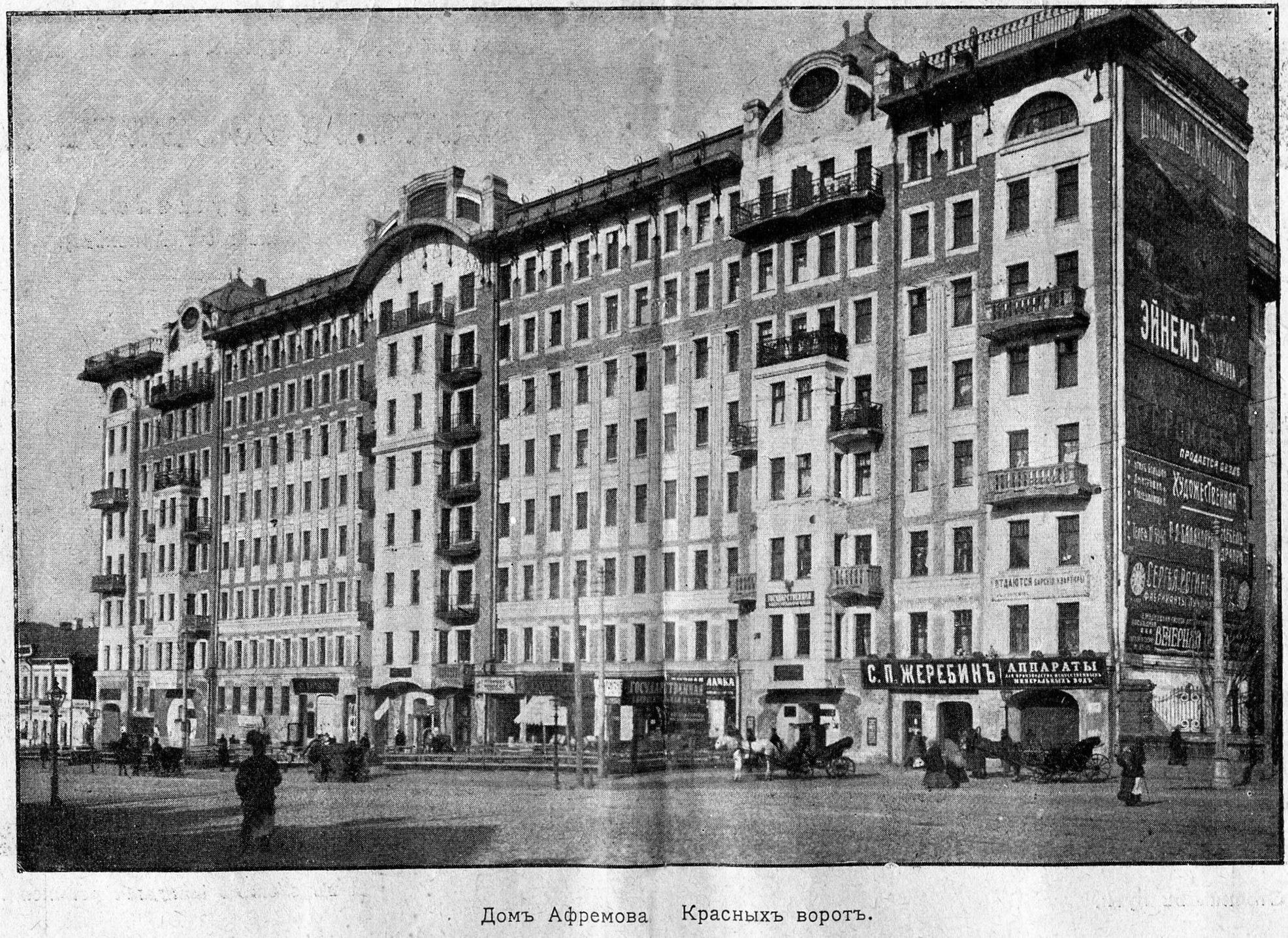
Дом Афремова на Садовой-Спасской, 1905 г.

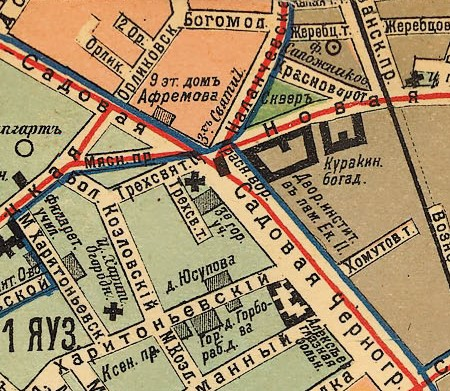
Дом Афремова на карте Москвы 1913 года

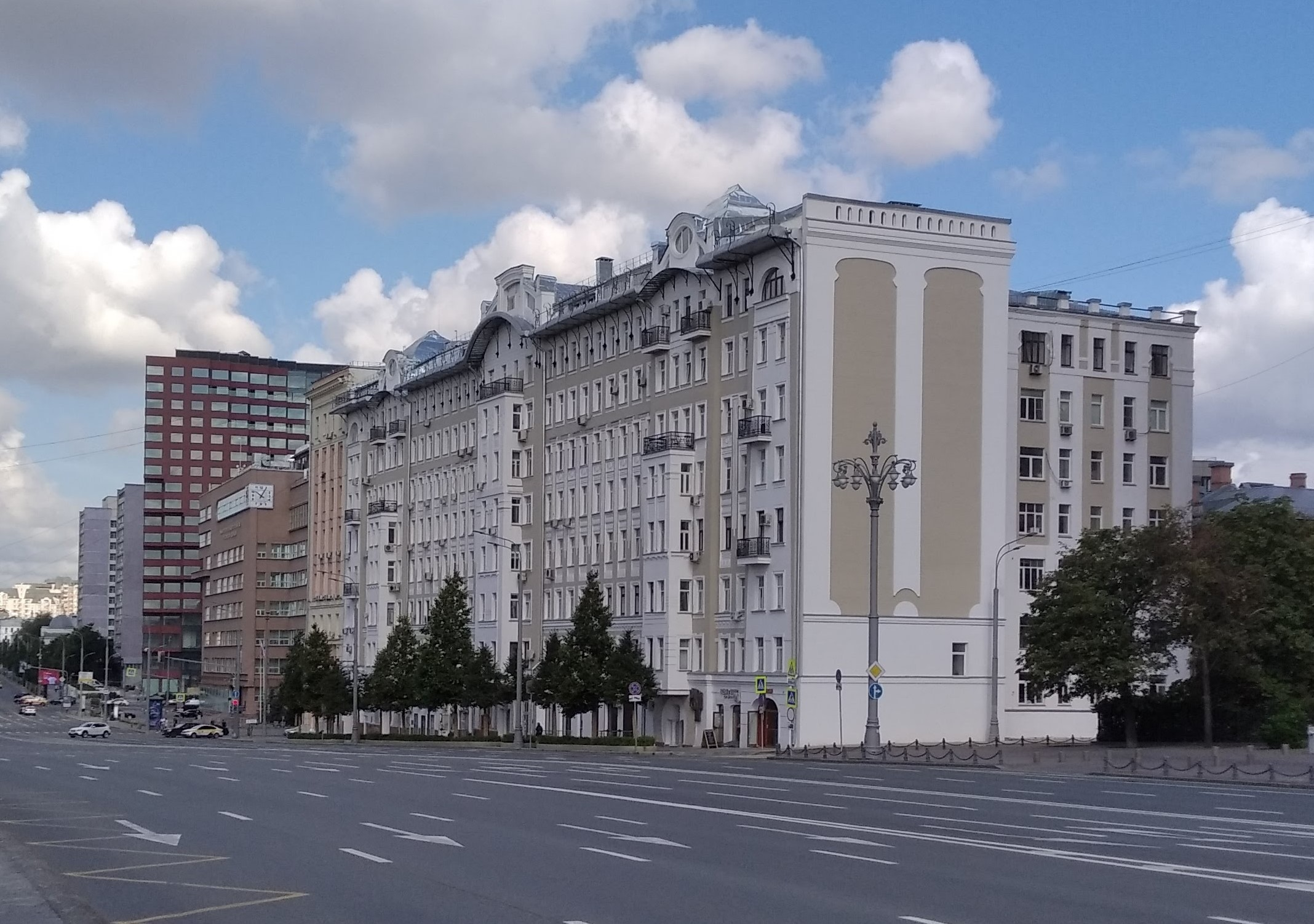
Современный вид (август 2024)

«Дом Афремова» — один из первых московских «небоскрёбов» начала XX века — первое в городе здание высотой в восемь этажей, именно с его появлением в обиход вошло слово «небоскрёб» и «тучерез». Вплоть до появления дома дешёвых квартир Э. К. Нирнзее являлся самым высоким зданием в Москве, многие горожане боялись ездить мимо него на трамвае. Несмотря на «суховатость» фасада (объяснимую соображениями экономии), дому присущи классические признаки стиля модерн: декоративные металлические кронштейны под карнизом, овальные окна в мансардах («бычьи глаза»), рисунок которых срифмован с рисунком подъездов.
Угадывается связь дома Афремова с творениями парижского зодчего Гектора Гимара (прежде всего со знаменитым Кастель Беранже).
Построен на кредитные деньги Московского кредитного общества.

Световой колодец над проездом в основной двор дома

Отмечен А. П. Чеховым как «предвестия будущей русской и всечеловеческой культуры, не только духовной, но даже и внешней».
Дом рекламировался как самый высокий жилой дом в Европе, что вполне возможно, но требует исследования специалистами.
В советское время в доме находилась ГИРД (группа изучения реактивного движения), в которой работал будущий конструктор ракет Сергей Павлович Королёв. 
В настоящее время здесь размещается культурный центр «Красные Ворота».

## Знаменитые жильцы
В доме последние полгода своей жизни жил актёр Владислав Галкин. Здание отнесено к категории объектов культурного наследия регионального значения. Также с 2008 по 2010 год в этом доме проживал актёр Михаил Башкатов, многие скетчи для шоу ДаЁшь молодЁжь! были сняты в этом доме.